# Ulle Bjørn Bengtsson
Ulle Bjørn Bengtsson, også kendt som ULYD (født 24. januar 1971 i København) er sanger, skuespiller, komponist, producer og forfatter.

## Kunstnerisk virke

### Musik
Bengtsson har virket og optrådt som rock- og visesanger, både som solist og i en lang række bands.

#### BengtssonSydow
Bengtsson har som sanger, komponist og producer i kunstnerduoen BengtssonSydow siden 1996 arbejdet sammen med komponist og lydkunstner Hans Sydow.
I 1996 udstillede Bengtsson og Sydow som Dansk Hörfilm (der udover dem selv også inkluderede Ketil Teisen og Morten Dürr) i digt-bogforretningen Afsnit P, installationen DigtJukeBox. DigtJukeBox indeholdt forskellige samtidige og historiske digteres digte i forskelligartede auditive og musikalske fortolkninger.
BengtssonSydows musik-album ”Glimtvis” fra 1998 blev en anmelderost debut, hvor Tom Kristensens digte blev fortolkede i en blanding af recitation (af Tom K. selv), sang, jazz, elektroniske beat og visetradition.
På BengtssonSydows andet album ”Rime-Djævelen” fra 2004, blev digte af H.C. Andersen fortolkede. Her blev jazzmusikken erstattet af strygere og klarinet, sammen med elektronisk musik og sampling.
I 2014 udkom BengtssonSydow 3. album "Holberg - til tiden" i en cd-bog udgivet af Teatermuseet i Hofteatret, i forbindelse med udstillingen af samme navn.

#### ROD
I årene 2006-10 sang Bengtsson i hårdrockbandet ROD, hvori han skrev sange på dansk som udkom på ”Det brænder i kroppen” i 2008 og ”Mod alt hvad vi forventer” i 2009.

#### ULYD
Solodebutten kom med albummet Puls i 2016 under alteregoet ULYD. Puls indeholder en række sange på dansk i krydsfeltet mellem elektropop og garagerock. Teksterne kredser om indre bevidsthedsoplevelser og relationen med medmennesker og verden. På Soundcloud formuleret således: ULYD er den gentagne forplantning af bioenergitiske trykbølger gennem menneskelig kontakt.

### Skuespil
I starten af 1990'erne kom Ulle Bjørn Bengtsson i forbindelse med forskellige teatergrupper og blev 1997-2001 uddannet skuespiller på Skuespillerskolen ved Odense Teater Arkiveret 31. marts 2017 hos  Wayback Machine. Her fik mødet med Sonja Kehler, som underviste dér, den spirende interesse for Bertolt Brecht og de fysiske improvisationer fra rockkoncerterne til at gå op i en højere enhed.
Siden 2001 har Ulle Bjørn Bengtsson arbejdet som teaterskuespiller både i Danmark og Tyskland. I 2003 optrådte han sammen med Sonja Kehler i Shakespeare parafrasen ”Im Sturm” i Düsseldorf, Tyskland. Han har derudover medvirket som skuespiller/sanger i adskillige performance- og danseforestillinger (bl.a. Mythos Rhein (2004) med Cantabile 2), teaterrockkoncerter (bl.a. Gasolin (2002) på Det Danske Teater), teater forestillingen og forskellige tv-serier og film (bl.a. AFR (2007) af Morten Hardtz Kaplers).

### Forfatter
Bengtsson udgav i 2002 digtsamlingen ”Udbrud” under pseudonymet Menschenfeind på forlaget Lille Masse. Og i 2007 udkom øvelsesbogen ”Stemmen i kroppen” med Bengtsson som forfatter. Bogen beskriver den nu afdøde tyske skuespillerinde og brechtfortolker Sonja Kehlers vokale øvelsessystem.

## Diskografi

### Solo
ULYD
- Puls (2016) Lille Masse (EAN: 5710261059741)

### Bands
BengtssonSydow
- Glimtvis (1998) Lille Masse/Resonance (EAN: 9788791090004) (tidligere udgivet af Resonance/Expressivonium)
- Rime-Djävelen (2004) Lille Masse/Resonance (EAN: 9788791090080) (tidligere udgivet af Resonance/Expressivonium)
- Holberg – til tiden (2014) Teatermuseet i Hofteteatret (EAN: 9788792134080)
- Vilde brødre (2017) Lille Masse/Resonance (ISRC: DK-6J2-17-00101(-16))
- Sydow sange (2018) Lille Masse/Resonance (ISRC: DK-6J2-18-00101(-22))

ROD
- Det brænder i kroppen (2008) Blahblahblah Records (BBRCD 00701)
- Mod alt hvad vi forventer (2009) Blahblahblah Records (BBBRCD 00901)

KATAGYS
- Sange om tæsk (2007) Lille Masse (EAN: 5710261004260) (tidligere udgivet af Expressivonium)

## Filmografi
- Sommer (2008)
- AFR (2007)
- Krøniken (Tv-Serie) (2005)
- Forsvar (Tv-Serie) (2003)
- Klatretøsen (2002)

### ULYD
- Ameldelse af PULS-album http://www.gfrock.dk/ulyd-puls/
- https://www.facebook.com/ulyde
- http://www.ulyd.dk/

### BengtssonSydow
- https://soundcloud.com/bengtssonsydow
- http://www.teatermuseet.dk/content/holberg-til-tiden